# 하이포아인산
하이포아인산(영어: hypophosphorous acid, HPA)은 인의 산소산이며 분자식이 H3PO2인 강력한 환원제이다. 차아인산(次亞燐酸), 포스핀산(영어: phosphinic acid)이라고도 한다. 하이포아인산은 무색의 저융점 화합물로 물, 다이옥세인 및 알코올에 용해된다. 하이포아인산의 화학식은 일반적으로 H3PO2로 표기되지만, 보다 설명적인 표기는 HOP(O)H2로, 이는 하이포아인산의 단양성자산으로서의 특성을 강조한 표기이다. 하이포아인산으로부터 유도된 염을 하이포아인산염(영어: hypophosphite)이라고 한다.
HOP(O)H2는 마이너 호변 이성질체인 HP(OH)2와 평형 상태로 존재한다. 때로는 마이너 호변 이성질체를 하이포아인산이라고 하고, 메이저 호변 이성질체를 포스핀산이라고 한다.

## 제법 및 가용성
하이포아인산은 1816년에 프랑스의 화학자 피에르 루이 뒬롱(1785–1838)에 의해 최초로 제조되었다.
하이포아인산은 다음과 같이 2단계 공정을 통해 산업적으로 제조된다. 먼저, 인 원소는 알칼리 금속 및 알칼리 토금속 수산화물과 반응하여 하이포아인산염 수용액을 생성한다.
P4 + 4 OH− + 4 H2O  →  4 H
2PO−
2 + 2 H2
이 단계에서 생성된 아인산염은 칼슘염으로 처리하여 선택적으로 침전시킬 수 있다. 그런 다음 정제된 물질을 강한 비산화성 산(종종 황산)으로 처리하여 유리된 하이포아인산을 생성한다.
H
2PO−
2 + H+ → H3PO2
하이포아인산은 일반적으로 50% 수용액으로 공급된다. 무수산은 하이포아인산이 아인산과 인산으로 산화될 준비가 되어 있고 또한 아인산과 포스핀으로 불균등화되기 때문에 단순히 물을 증발시켜서는 얻을 수 없다. 순수한 무수 하이포아인산은 다이에틸 에터로 수용액을 연속적으로 추출하여 얻을 수 있다.

## 특성
하이포아인산을 가열하면 불균등화되어 포스핀과 인산이 생성된다.

## 반응

### 무기물
하이포아인산은 산화 크롬(III)을 산화 크롬(II)으로 환원시킬 수 있다.
H3PO2 + 2 Cr2O3 → 4 CrO + H3PO4

### 무기 유도체
대부분의 금속-하이포아인산염 착물은 금속 양이온을 다시 벌크 금속으로 환원시키는 하이포아인산염의 경향으로 인해 불안정하다. 중요한 니켈 염 [Ni(H2O)6](H2PO2)2을 포함하여, 몇 가지 예들의 특성이 밝혀졌다.

#### 미국 마약단속국 목록 I 화학물질 상태
하이포아인산은 아이오딘 원소를 환원시켜 아이오딘화 수소산을 생성할 수 있으며, 이는 에페드린 또는 슈도에페드린을 메스암페타민으로 환원시키는 데 효과적인 시약이기 때문에 미국 마약단속국(DEA)은 2001년 11월 16일부터 하이포아인산 및 그 염을 목록 I 전구체 화학물질로 지정했다. 따라서 미국에서 하이포아인산 또는 그 염류의 취급자는 규제물질법 및 21 CFR §§ 1309 및 1310에 따라 등록, 기록 보관, 보고, 수입/수출 요건을 비롯한 엄격한 규제 통제를 받는다.

### 유기물
유기화학에서 H3PO2는 ArN+
2를 Ar–H로 변환하는 아레네다이아조늄염의 환원에 사용될 수 있다. 하이포아인산의 농축 용액에서 다이아조화될 때 아민 치환기는 아렌으로부터 제거될 수 있다.
약한 환원제 및 산소 제거제로 기능하는 하이포아인산의 능력 때문에 피셔 에스터화 반응에서 첨가제로 사용되기도 하며, 여기서 착색된 불순물의 형성을 방지한다.
하이포아인산은 포스핀산 유도체를 제조하는 데 사용된다.

## 적용
하이포아인산 및 그 염은 금속염을 다시 벌크 금속으로 환원시키는 데 사용된다. 다양한 전이 금속 이온(Co, Cu, Ag, Mn, Pt의 이온)에 효과적이지만, 니켈을 환원시키는 데 가장 일반적으로 사용된다. 이것은 하이포아인산염의 단일 산업 분야에서 가장 큰 응용 분야인 무전해 니켈 도금의 기반을 형성한다. 이 용도로는 주로 염(하이포아인산 나트륨)으로 사용된다.

## 같이 보기
- 인산
- 하이포인산

## 참고 문헌
- Cotton, F. Albert; Wilkinson, Geoffrey; Murillo, Carlos A.; Bochmann, Manfred (1999), Advanced Inorganic Chemistry (6th ed.), New York: Wiley-Interscience, ISBN 0-471-19957-5
- ChemicalLand21 Listing
- Corbridge, D. E. C. (1995). 《Phosphorus: An Outline of its Chemistry, Biochemistry, and Technology》 5판. Amsterdam: Elsevier. ISBN 0-444-89307-5.
- Popik, V. V.; Wright, A. G.; Khan, T. A.; Murphy, J. A. (2004). 〈Hypophosphorous Acid〉.   Paquette, L. 《Encyclopedia of Reagents for Organic Synthesis》. New York: J. Wiley & Sons. doi:10.1002/047084289X. hdl:10261/236866. ISBN 9780471936237.
- Rich, D. W.; Smith, M. C. (1971). 《Electroless Deposition of Nickel, Cobalt & Iron》. Poughkeepsie, NY: IBM Corporation.